# Jürgen Stark (Autor)

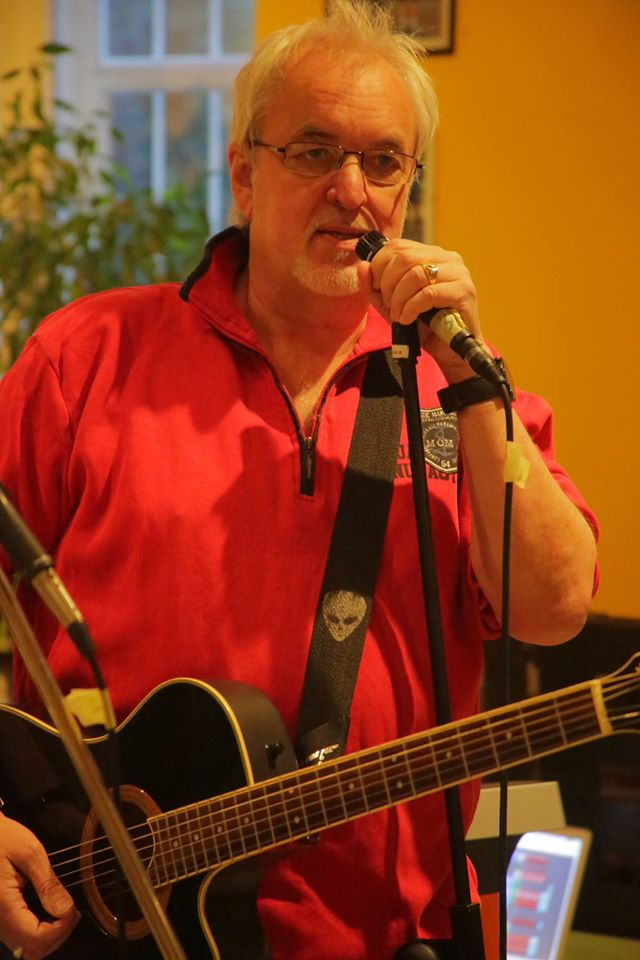
Jürgen Stark

Jürgen Stark (* 20. März 1957 in Hamburg) ist ein deutscher Autor, Journalist, Musiker und ehemaliges Mitglied im Fachausschuss Popularmusik des Deutschen Musikrates.

## Leben
Stark veröffentlichte zahlreiche Bücher zu gesellschaftlichen, kulturpolitischen und insbesondere popularmusikalischen Themen, darunter Biografien von Künstlern wie Udo Lindenberg und der Band Die Prinzen. Gemeinsam mit Thomas Böhm gab er von 1984 bis 2000 die Taschenbuchreihe „Rock Kalender“ heraus. Mit Dieter Gorny veröffentlichte er mehrere Jahrbücher zum Thema Popkultur.
Stark war für mehr als 40 Verlage im deutschsprachigen Raum tätig. Als Journalist arbeitete er unter anderem als Konzertkritiker für Die Welt und sieben Jahre als Korrespondent für den Entertainment Media Verlag (MusikWoche, Blickpunkt:Film). Als freier Journalist schrieb er Reportagen für Musikzeitschriften, Magazine und Tageszeitungen. Darüber hinaus war er an der Konzeptentwicklung für die Zeitschrift Metal Hammer beteiligt und auch in der Startphase bei der Markteinführung Chefredakteur des Blattes.
Stark arbeitete wissenschaftlich für das rock’n’popmuseum der Stadt Gronau und konzipierte die Inhalte zur dortigen Dauerausstellung über „Die Kulturgeschichte der Popularmusik im 20. Jahrhundert“. Im Auftrag der Deutschen Phono-Akademie entwickelte Stark als Projektleiter in Zusammenarbeit mit der Bundeszentrale für politische Bildung das Projekt SchoolTour, das 1999 als Kampagne für mehr Musik und Kreativität an Schulen gestartet wurde.
An der Hamburger Hochschule für Musik und Theater war Stark Gast-Dozent für den Fachbereich Medien und Design (Popkurs). Er war jahrelang berufenes Mitglied im Bundesfachausschuss Populäre Musik beim Deutschen Musikrat.
Stark unterrichtet als Lehrbeauftragter an Hochschulen (u. a. Hochschule der populären Künste, Berlin und EurAka Europäische Medien- und Eventakademie, Baden-Baden) in den Fachbereichen Medien und Kultur (u. a. Geschichte der elektronischen Medien, Geschichte der Popularmusik im 20. Jahrhundert, Medienpädagogik und Medientheorie) und war Mitbegründer des Institut für kulturelle Kommunikation IKK an der Hochschule Offenburg. Beim IKK war Stark stellvertretender Direktor für Medienjournalismus. In der IG Medien fungierte er in Hamburg als Sprecher der Berufsgruppe Jazz, Rock, Pop.
Jürgen Stark veröffentlicht seit Mai 2011 zwei- bis dreimal im Monat seine „Kulturkolumne“ in der Mittelbadischen Presse mit den Regionalausgaben Offenburger Tageblatt, Lahrer Zeitung, Kehler Zeitung und Acher-Rench-Zeitung sowie dem angeschlossenen Portal Baden Online.
Jürgen Stark ist erster Vorsitzender des gemeinnützigen Kulturvereins International Culture Productions e. V., Trägerverein für das daran angeschlossene Popbüro Metropolregion Strasbourg-Ortenau, wo Stark ebenfalls erster Vorsitzender ist.

## Schriften (Auswahl)
- Das SchoolTour Buch, Berlin, Bosworth Edition, 2011
- Wem gehört die Popgeschichte?, Berlin, Bosworth Edition, 2010 (mit Gerd Gebhardt)
- popkultur 2002/2003. Rowohlt, 2002 (mit Dieter Gorny)
- Hamburg von 7 bis 7. 24. Aufl. Hamburg, Ternia-Verl. und Werbeagentur, 2000
- Die Hitmacher. München, Econ, 1998
- Die Prinzen. Düsseldorf, ECON-Taschenbuch-Verl., 1996
- Udo's Odyssee. Dehrn, Polymedia Marketing Group und Trignon GmbH, 1996
- Renaissance der Spießer. Eine Abrechnung mit 15 Wendejahren. Verlag Die Werkstatt, Göttingen 1995, ISBN 3-89533-123-6
- Überlebens-Kunst. Düsseldorf, Zebulon-Verl., 1995
- Das Fußball Lesebuch (mit Klaus Farin), Reinbek 1990, ISBN 3-499-18596-2
- Der grosse Schwindel?.Punk, New Wave, Neue Deutsche Welle (mit Michael Kurzawa) Frankfurt [Main], Verlag Freie Gesellschaft, 1981